# Hyalinoecia robusta
Hyalinoecia robusta é uma espécie de anelídeo pertencente à família Onuphidae.
A autoridade científica da espécie é Southward, tendo sido descrita no ano de 1977.
Trata-se de uma espécie presente no território português, incluindo a sua zona económica exclusiva.